# Niva (district de Prostějov)
Pour les articles homonymes, voir Niva (homonymie).
Niva (jusqu'en 1949 : Hartmanice ; allemand : Hartmanitz) est une commune du district de Prostějov, dans la région d'Olomouc, en République tchèque. Sa population s'élevait à 321 habitants en 2023.

## Géographie
Niva se trouve à 13 km à l'est-sud-est de Plumlov, à 19 km à l'ouest-sud-ouest de Prostějov, à 34 km au sud-ouest d'Olomouc et à 188 km à l'est-sud-est de Prague.
La commune est limitée par Protivanov au nord, par Bousín et Drahany à l'est, par Otinoves et Rozstání au sud, et par Vysočany à l'ouest.

## Histoire
La première mention écrite de la localité date de 1347.

## Galerie

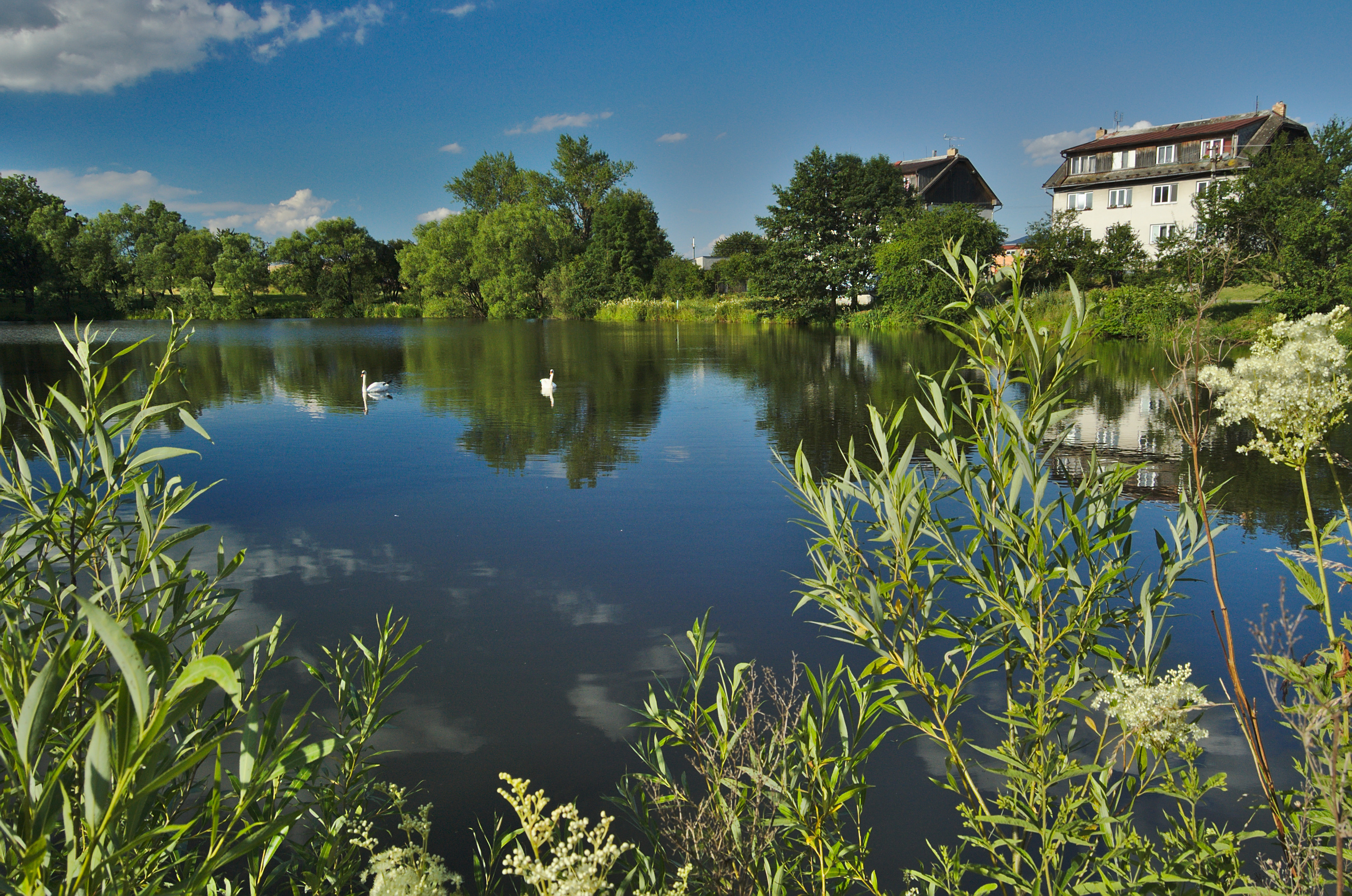
Zone naturelle des prairies de Nivské.
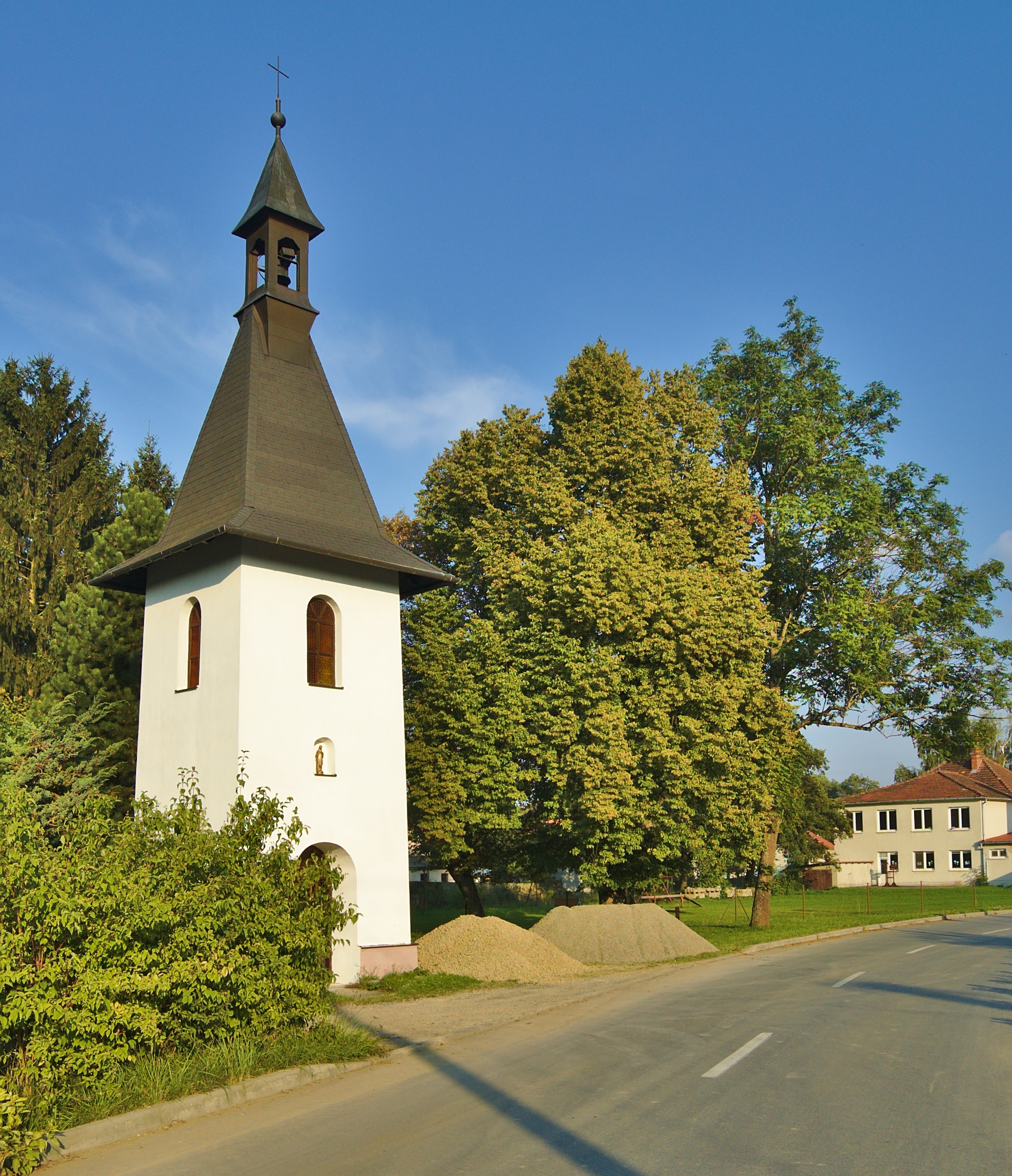
Clocher à Niva.

## Transports
Par la route, Niva se trouve à 15 km de Plumlov, à 24 km de Prostějov, à 44 km d'Olomouc et à 238 km de Prague.